# Weiseriella
Weiseriella är ett släkte av skalbaggar. Weiseriella ingår i familjen vivlar.
Kladogram enligt Catalogue of Life:
| Weiseriella | \| \| Weiseriella erirrhinoides \| \| \| \| \| \| Weiseriella subrectirostris \| \| \| \| |
|             | \| \| Weiseriella erirrhinoides \| \| \| \| \| \| Weiseriella subrectirostris \| \| \| \| |
|             | Weiseriella erirrhinoides                                                                 |
|             |                                                                                           |
|             | Weiseriella subrectirostris                                                               |
|             |                                                                                           |